# Albert Bogen
Albert Bogen, avstrijski sabljač, * 8. april 1882, Kikinda,  † 14. julij 1961, Budimpešta.
Na olimpijskih igrah v Stockholmu leta 1912 je kot član avstrijske sabljaške reprezentance osvojil srebrno olimpijsko medaljo.